# Sergiu Platica
Sergiu Platica (ur. 5 czerwca 1991 w Kiszyniowie) – mołdawski piłkarz występujący na pozycji napastnika w mołdawskim klubie Petrocub Hîncești oraz reprezentacji Mołdawii.

## Sukcesy

### Klubowe
Milsami Orgiejów
- Zdobywca Pucharu Mołdawii: 2017/2018
- Zdobywca Superpucharu Mołdawii: 2019

Petrocub Hîncești
- Zdobywca Pucharu Mołdawii: 2019/2020

## Życie prywatne
Jego starszy brat Mihai, również jest piłkarzem.